# Jackson Hole
Jackson Hole (Jackson’s Hole) – kotlina między masywami górskimi Teton a Gros Ventre w stanie Wyoming, w Stanach Zjednoczonych.

## Charakterystyka

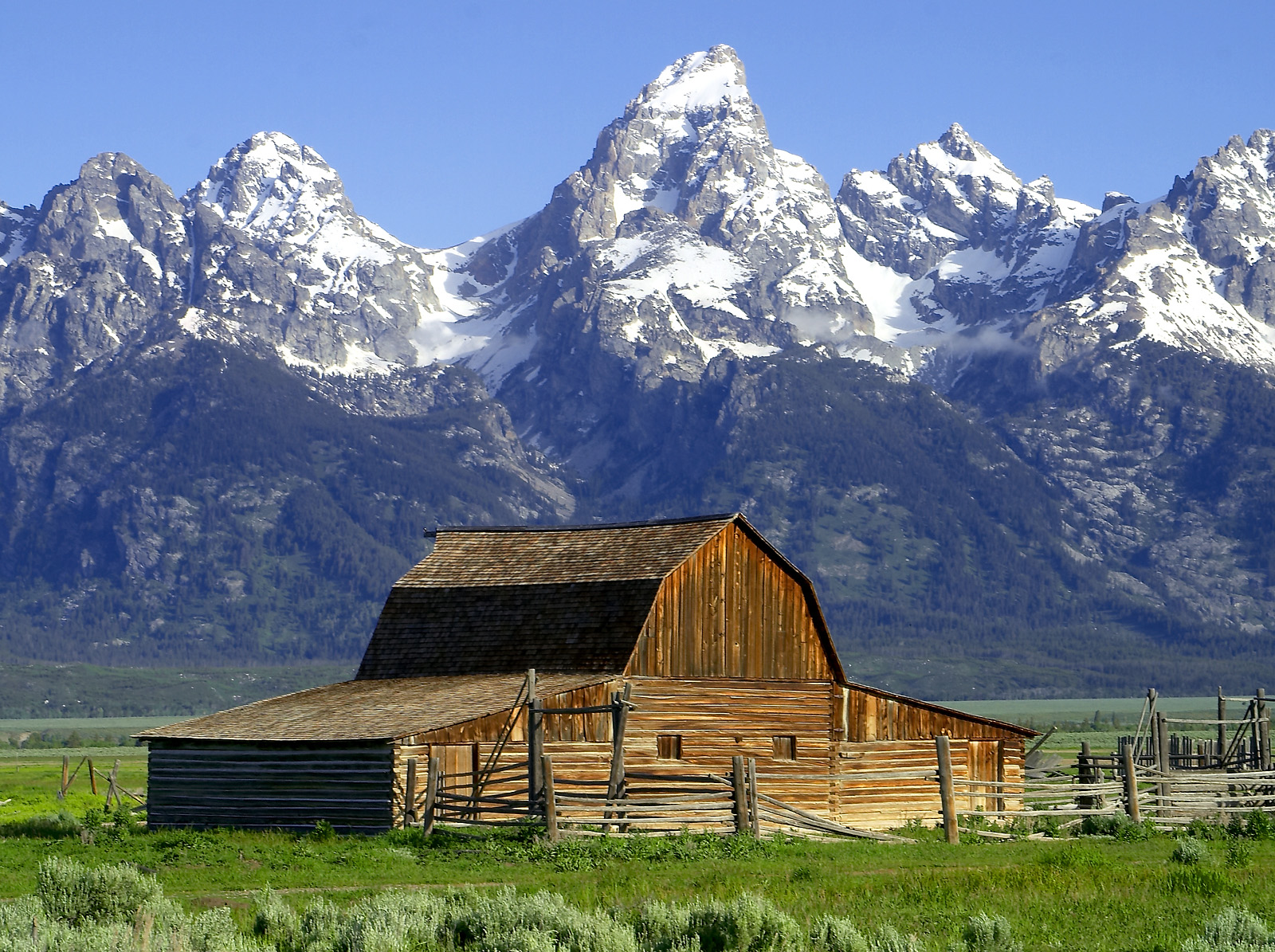
Widok na zachód. Pasmo górskie Teton Range, którego szczyty sięgają ponad 2000 m ponad poziom doliny.

Jackson Hole to zapadlisko tektoniczne, gdzie znajduje się wiele jezior o niedużej powierzchni. Flora tego terenu to głównie roślinność trawiasta. Do fauny tego obszaru należą głównie łosie, bizony i niedźwiedzie. Na terenie kotliny ulokowane są ośrodki narciarskie do uprawiania sportów zimowych.
Długość doliny Jackson Hole, będącej rowem tektonicznym, to 89 kilometrów, a jej szerokość wynosi do 21 kilometrów.
Średnia wysokość terenu kotliny to 2073 m n.p.m. Wysokość najniżej położonego miejsca w obrębie Jackson Hole, które leży poza granicami Parku Narodowego Grand Teton, wynosi 1821 m n.p.m; punkt leży w pobliżu styku Hoback Junction. Najniższym punktem w obrębie parku narodowego jest, znajdujący się przy jego południowej granicy, Fish Creek; jego wysokość to 1926 m n.p.m.

## Miejscowości

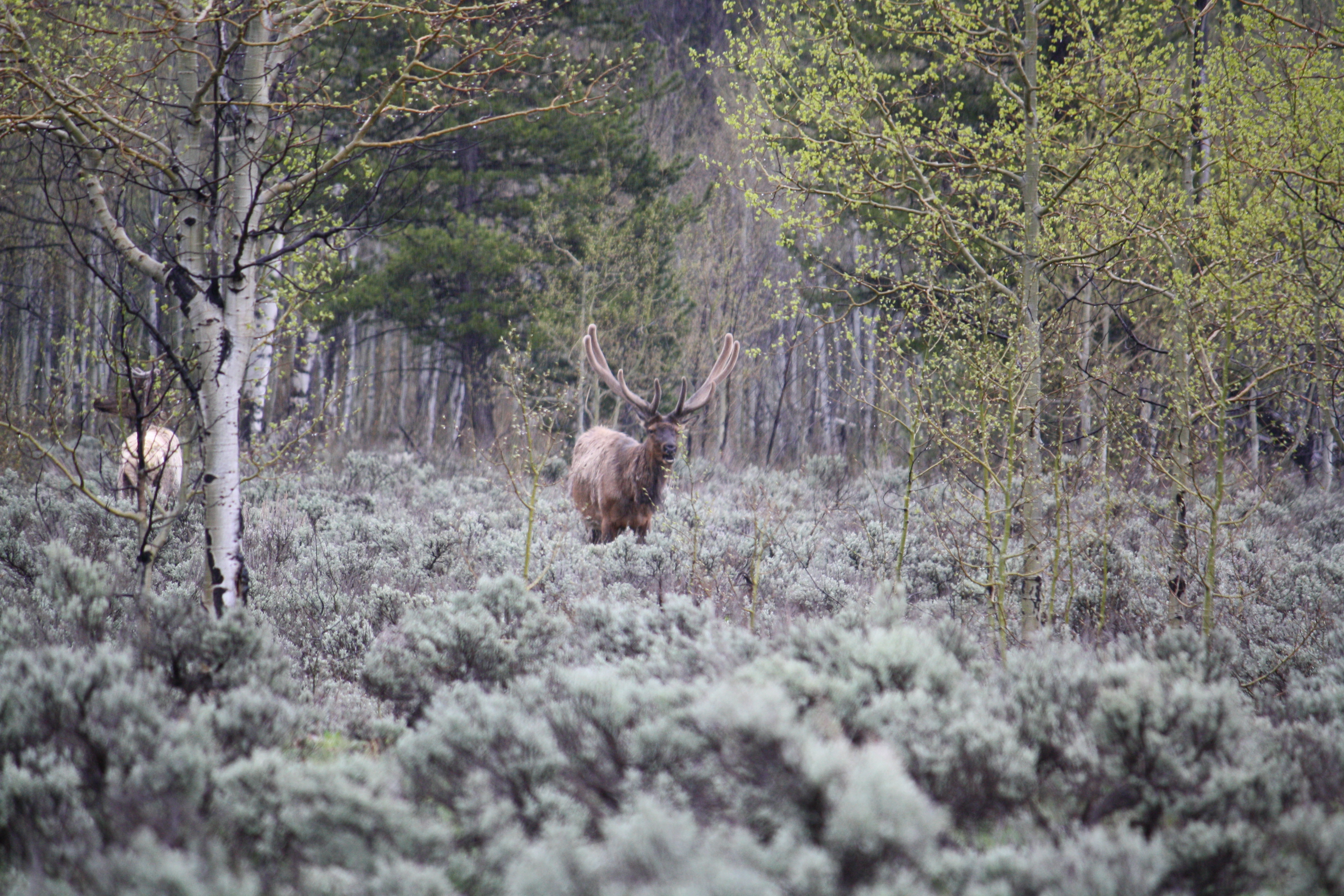
Jeleń, w kotlinie Jackson Hole

Jedynym miastem w kotlinie jest Jackson, które zlokalizowane jest na jej południowym krańcu.
Pozostałe miejscowości na terenie kotliny
- Wilson
- Teton Village
- Moran
- Hoback
- Moose (Moose Wilson Road)
- Kelly

## Komunikacja
Port lotniczy
W 2014 roku Jackson Hole był najbardziej ruchliwym lotniskiem na terenie stanu Wyoming. To jedyne komercyjne lotnisko w Stanach Zjednoczonych, które w całości leży w granicach parku narodowego (Grand Teton).

## Popularność

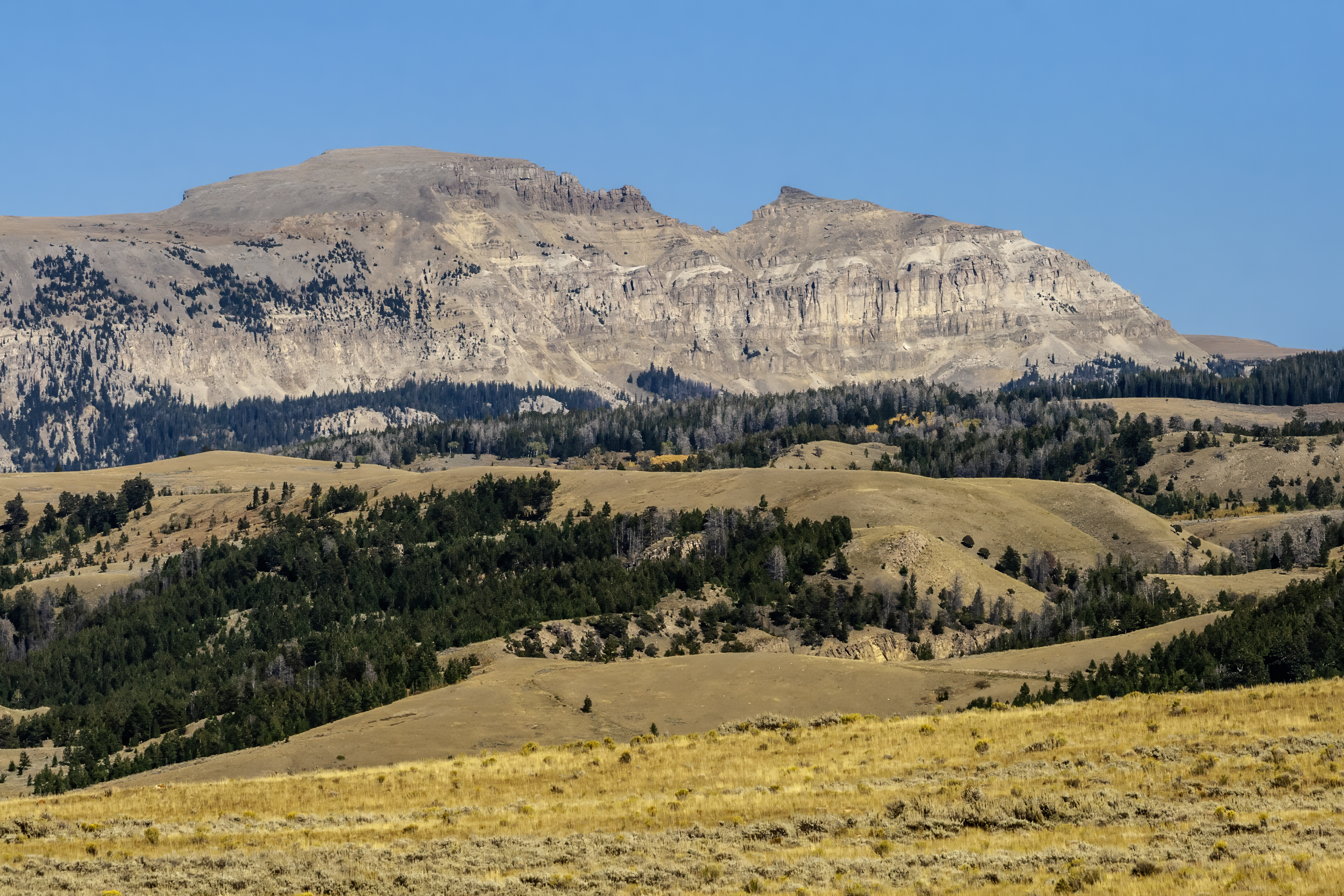
Sleeping Indian (Sheep Mountain, łańcuch Gros Ventre Range) po wschodniej stronie kotliny Jackson Hole

W 2017 roku w ankiecie (dla wszystkich 50 amerykańskich stanów) zorganizowanej za pośrednictwem aplikacji mobilnej Foursquare kotlina Jackson Hole została wybrana najlepszym miejscem na kemping w stanie Wyoming.

### W kulturze popularnej
Filmy
Na terenie kotliny Jackson Hole zrealizowano zdjęcia do amerykańskich filmów, m.in.:
- 1930: Droga olbrzymów (reż. Raoul Walsh, obsada: John Wayne)[5]
- 1952: Bezkresne niebo (obsada: Kirk Douglas)[5]
- 1953: Jeździec znikąd (reż. George Stevens, obsada: Alan Ladd)[5]
- 1980: Jak tylko potrafisz (obsada: Clint Eastwood)[5]
- 1985: Rocky IV (obsada: Sylvester Stallone)[5]
- 1990: Tańczący z wilkami (reż., obsada: Kevin Costner)[5]
- 2012: Django (reż. Quentin Tarantino, obsada: Jamie Foxx, Leonardo DiCaprio)[5]

## Galeria

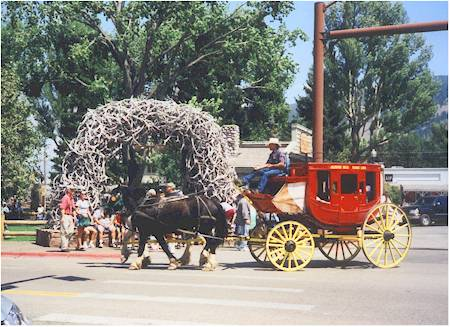
Jackson Square
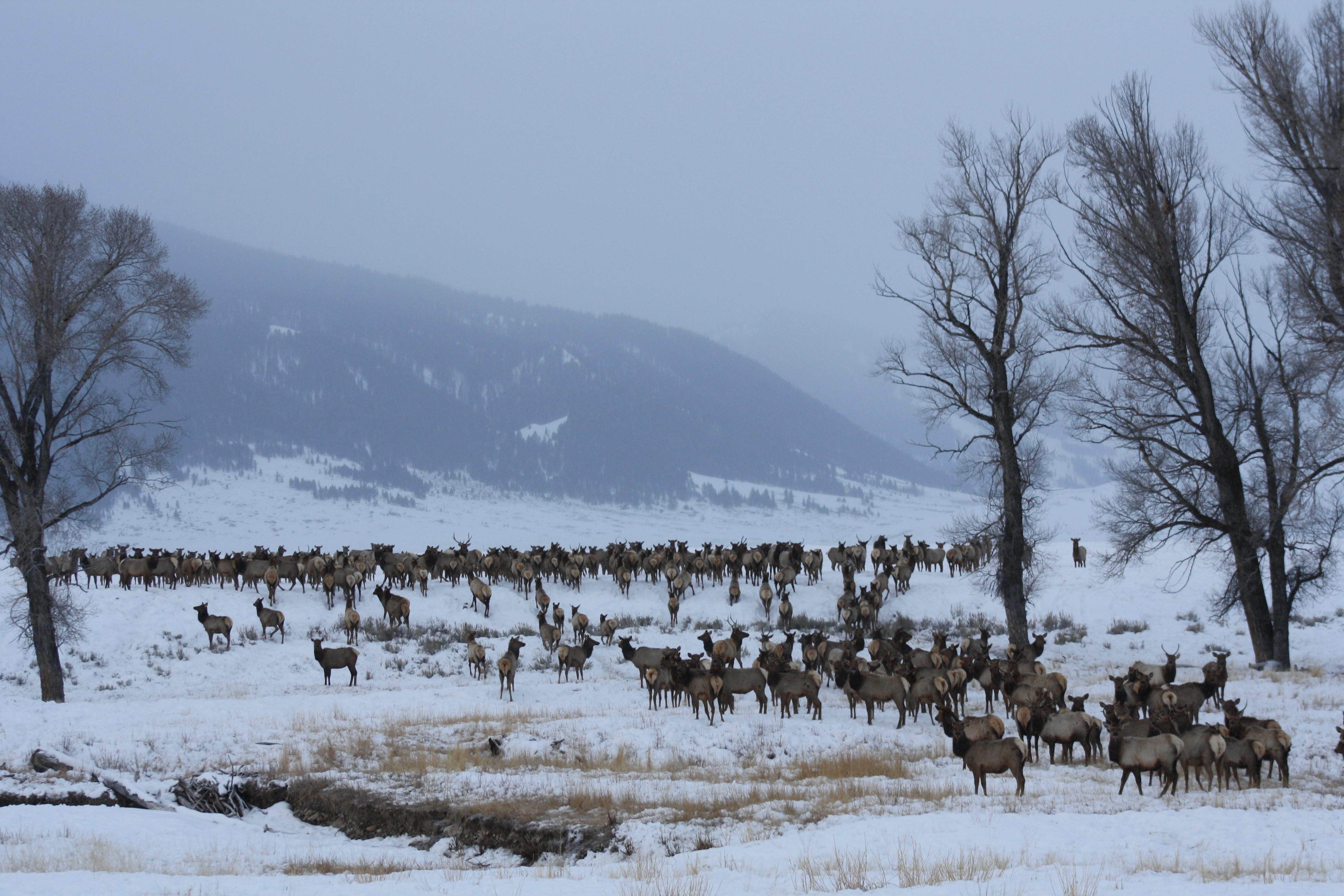
National Elk Refuge
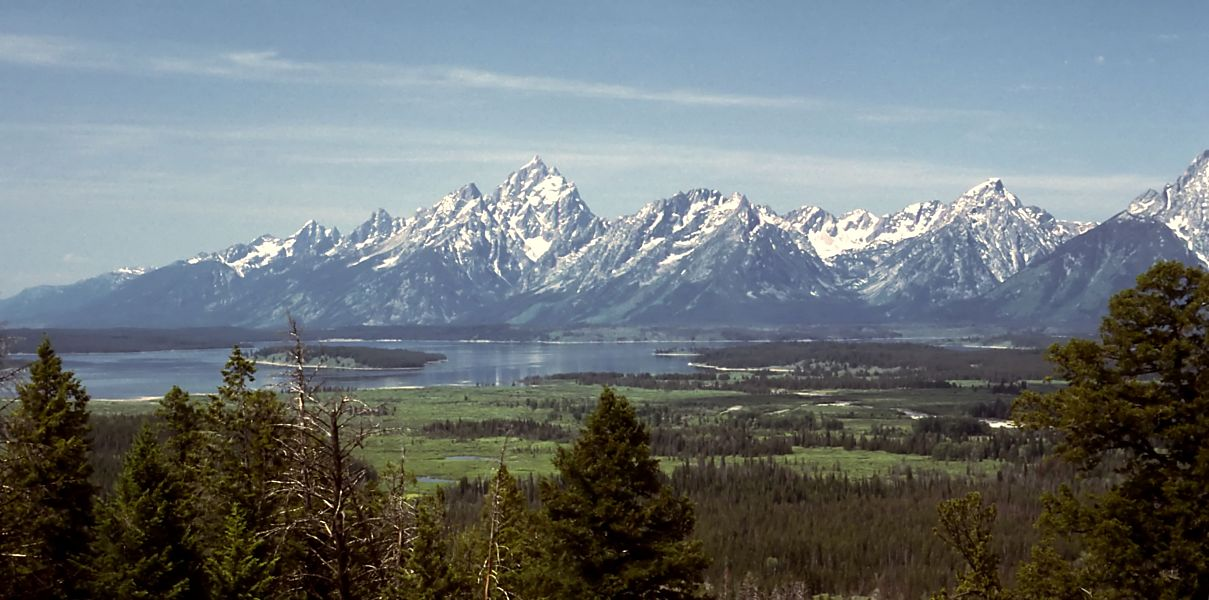
Teton Range